# وارکرفت: روح اهریمن
وارکرفت: روح اهریمن (به انگلیسی: Warcraft: The Demon Soul) دومین کتاب از رمان‌های سه‌گانهٔ نبرد باستانیان به قلم ریچارد ای. ناک است که در دنیای وارکرفت اتفاق می‌افتد.

## خلاصهٔ داستان

#### از پشت کتاب
مدافعان الف شب، به رهبری دروئید جوان، مالفوریون استورم‌ریج و جادوگر، کراسوس، برای جلوگیری از هجوم وحشتناک لشکر، نبردی ناامیدانه انجام می‌دهند. اگرچه تنها بارقه‌ای از امید باقی مانده است، اما یک قدرت باستانی برای کمک به جهان در تاریکترین ساعت خود ظهور کرده است. اژدهایان - به رهبری اژدهاسیمای قدرتمند نلثاریون - سلاحی با قدرت غیر قابل محاسبه ساخته‌اند: روح اژدها، یک دست‌ساخته که قادر است لشکر را برای همیشه از جهان دور کند. اما ممکن است استفاده از آن بسیار بیشتر از آنچه پیش‌بینی شده هزینه داشته باشد.

## توضیحات
لشکر سوزان آمده است.
به رهبری آرچیموند بزرگ، تعداد زیادی از سربازان اهریمنی اکنون در سرزمین‌های کالیمدور رژه می روند، و رد مرگ و ویرانی را در پی خود برجای می‌گذارند. در قلب این حملهٔ آتشین، چشمهٔ جاودانگی مرموز ایستاده است - که زمانی منبع قدرت بی‌پایان الف‌های شب بود. اما اکنون انرژی چشمه آلوده و پیچیده شده است، زیرا ملکه آزشارا و اشراف‌زادگان‌اش در انجام هیچ کاری درنگ نخواهند کرد تا با خدای تازه کشف شدهٔ خود ارتباط برقرار کنند: پروردگار آتشین لشکر سوزان... سارگراس‌.